# Эмблема Ирана
Государственная эмблема Исламской Республики Иран (перс. نشان رسمی جمهوری اسلامی ایران‎) — официальный государственный символ Исламской Республики Иран; один из главных государственных символов Ирана, наряду с Государственный флагом Исламской Республики Иран и Государственным гимном Исламской Республики Иран. Утверждён Главой ИРИ 9 мая 1980 года.

## Описание
Государственная эмблема Исламской Республики Иран представляет собой геральдический знак, состоящий из стилизованной под тюльпан надписи «Аллах» (араб. الله‎) арабо-персидским письмом, составленной из изображения обоюдоострого меча и четырёх полумесяцев, представленных в абстрактно-схематической форме.

## Символизм

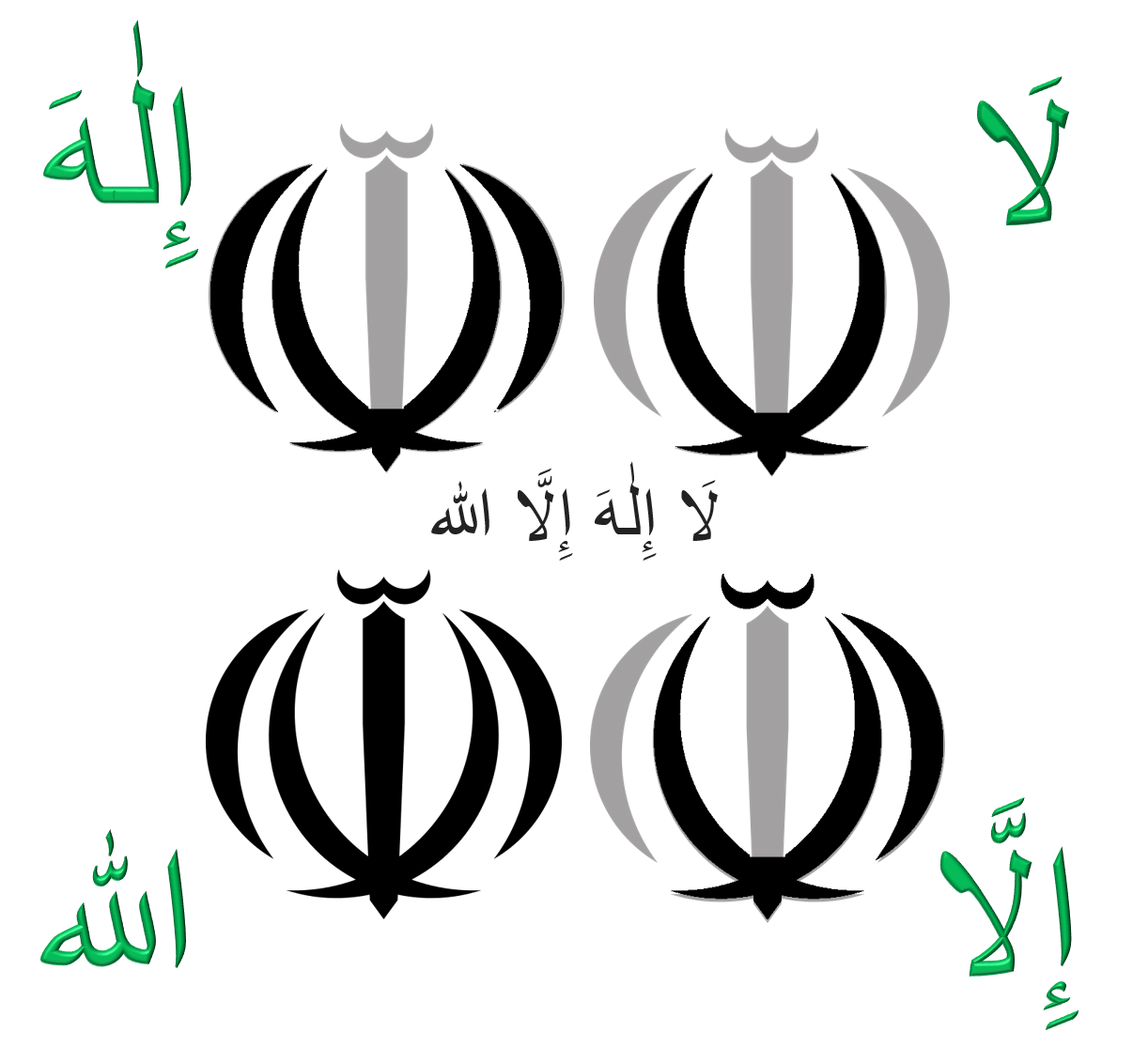
Шахада на эмблеме Ирана

Обоюдоострый меч и четыре полумесяца символизируют исламский догмат единобожия — «Нет Бога, кроме Аллаха» (араб. لا إله إلاَّ الله‎) и Пять столпов ислама. Над мечом стоит знак, означающий двойную силу меча (см. шадда).
Тюльпановидная форма — дань древнему поверью, согласно которому на могиле павшего за Иран вырастает красный тюльпан.
Геральдический знак, состоящий из двух фигур — меча (перс. شمشیر‎ ‘шамшӣр’) и весов (перс. ترازو‎ ‘тарāзӯ’), с точки зрения международной эмблематики является классической эмблемой, означающей закон, справедливость, представленные двумя своими крайними проявлениями: карающей рукой и взвешенным, мудрым решением.
Государственная эмблема ИРИ разработана художником Хамидом Надими и утверждена аятоллой Хомейни 9 мая 1980 года.
Символ Ирана зашифрован в системе Юникод и имеет код U+262B (☫).

## Исторический герб Ирана
Исторический герб Ирана представляет собой изображение идущего Льва, несущего на спине золотое Солнце и держащего в правой лапе меч.

### Герб династии Пехлеви
Династия Пехлеви, основанная Реза Шахом, правила в Иране с 15 декабря 1925 г. до 11 февраля 1979 г., когда в результате исламской революции был свергнут с трона последний иранский император Мохаммад-Реза Шах.
Новая династия сохранила государственную символику предыдущей династии Каджаров, правившей Ираном с 1795 г. При Каджарах эмблему «Льва и Солнца» венчала «Кеянидская корона» Каджаров, созданная ещё при Фатх-Али-Шахе (прав. 1797—1834 гг.). При Реза-Шахе «Кеянидский венец» Каджаров был заменён на «корону Пехлеви», созданную в 1924-26 г. по образу и подобию корон Сасанидской династии (царств. 224—651 гг.), специально для церемонии коронации Резы-Шаха, состоявшейся 25 апреля 1926 г. «Кеянидский венец» и «Корона Пехлеви» ныне являются экспонатами Национального ювелирного музея Ирана и хранятся в Центробанке ИРИ.
В сентябре 1941 г., после оккупации Ирана британскими и советскими силами и отречения и ссылки Реза-Шаха, шахиншахом Ирана был провозглашён его сын Мохаммад-Реза Шах. Однако официальная церемония его коронации состоялась только 26 октября 1967 г.
Полный императорский герб Ирана был создан в конце 1940-х гг. и представлял собой соединение символов исторических иранских династий; он олицетворял 2500-летнюю непрерывную государственность Ирана.
Щит восточный, четверочастный, в центре которого — малый (сердцевой) щиток с гербом (первоначально — эмблемой) династии Пехлеви: гора Демавенд, из-за которой восходит Солнце.
Первая четверть: «Лев и Солнце» (перс. شیر و خرشید‎ (shir o khorshid)): в лазоревом поле идущий Лев, несущий на спине золотое Солнце и держащий в правой лапе серебряный меч.
Вторая четверть: в пурпурном поле — Фаравахар (перс. فروهر‎ (faravahar)) — разновидность крылатого диска, выступающая как главный символ зороастризма, изображающий Фраваши, подобие ангела-хранителя в авраамических религиях. Изначально представлял собой «окрылённое солнце» (символ власти и божественного происхождения), к которому позже был добавлен человеческий образ.
В современном зороастризме Фаравахар осмысливается как проводник человеческой души на её жизненном пути к единению с Ахура Мазда. Фаравахар был принят Ахеменидами (648—330 гг. до н. э.) у вавилонян как символ Верховного Бога — Ахура-Мазда, о чём свидетельствует оформление зданий Персеполиса. В гербе династии Пехлеви Фаравахар символизирует эпоху Ахеменидов. В верхнем геральдически правом углу этой четверти Фаравахар сопровождён эмблемой солнца. До 1971 г. это поле было серебряным с чёрными фигурами, с 1971 г. — пурпурным с золотыми фигурами.
Третья четверть: в зелёном, окаймлённом золотом, поле Зульфикар — легендарный меч четвёртого халифа и по совместительству первого шиитского имама Али ибн Абу Талиба. Символизирует арабо-мусульманское завоевание Ирана и исламскую историю государственности Ирана (651 г. — по сей день). Вверху Зульфикар сопровождается золотой пятилучевой звездой.
Четвертая четверть: в лазоревом поле Симург — мифический крылатый морской пёс, тело которого покрыто рыбьей чешуёй, а хвост — павлиний. Символизирует эпоху двух династий — парфянских царей Аршакидов (250 г. до н. э. — 224 г. н. э.) и персидских царей Сасанидов (224—651 гг.). Облик Симурга символизирует господство над тремя стихиями — землёй, водой и воздухом.
Щитодержатели герба — обернувшиеся золотые львы с серебряными когтями и червлёными пастями и языками, держащие серебряные с золотыми рукоятями восточные мечи. Львы стоят на золотом орнаментальном подножии. Щит дополнен цепью ордена Пехлеви.
На лазоревой девизной ленте под щитом, имеющей завершения в виде золотой бахромы — девиз на перс. «مرا داد فرمود و خود داور است»‎ (Mara dad farmud o Khod Davar ast, «Мне велел быть справедливым, и Сам является Судьёй»).